# Skoroszyce
Pour les articles homonymes, voir Skoroszyce (homonymie).
Skoroszyce est une localité polonaise de la voïvodie d'Opole et du powiat de Nysa. Elle est le siège administratif de la gmina rurale du même nom.

## Histoire
De 1742 à 1945, Friedewalde fait partie de l'arrondissement de Grottkau dans le district d'Oppeln au sein de la province de Silésie.